# Urim (Kibbuz)
Urim (hebräisch אוּרִים Ūrīm, deutsch ‚Lichter‘) ist ein etwa 30 km westlich von Beʾer Scheva gelegener Kibbuz im Süden Israels mit 493 Einwohnern (2018). Zehn Kilometer westlich von Urim verläuft die Grenze zum südlichen Gazastreifen.
Der Kibbuz wurde in der Nacht vom 5. zum 6. Oktober 1946, am Ende des Jom-Kippur-Festes, im Rahmen der Operation 11 Punkte in der Wüste Negev gegründet.
Die Gründer waren hauptsächlich Juden aus Bulgarien, die späteren Siedler kamen meist aus Nordamerika.